# Melanostomias vierecki
Melanostomias vierecki är en fiskart som beskrevs av Fowler, 1934. Melanostomias vierecki ingår i släktet Melanostomias och familjen Stomiidae. Inga underarter finns listade i Catalogue of Life.